# Herbata Longjing
Herbata Longjing – jeden z rodzajów zielonej herbaty. Nazwa Longjing (dosł. Smocza Studnia, ang. Dragon Well) ma pochodzić od kołysania się liści herbacianych podczas zaparzania, które skojarzyło się Chińczykom z ruchami smoka. W regionie miasta Hangzhou w prowincji Zhejiang, gdzie uprawia się i zbiera ręcznie ten rodzaj herbaty istnieje kilka miejscowości o nazwie Longjing.
Herbata Longjing jest w Chinach znana od 1700 lat, jest jedną z najstarszych tradycyjnych herbat. Jej aromat uchodzi za łagodny, dobry dla nowicjuszy nie obeznanych z chińską tradycją herbacianą.
Badania wykazały, że Longjing zawiera duże ilości witaminy C, aminokwasów oraz katechin, związków wykazujących właściwości antyrakowe i obniżających poziom cholesterolu całkowitego. Wpływając jednocześnie na wzrost cholesterolu HDL, herbata hamuje proces arteriosklerozy naczyń wieńcowych i mózgowych.
Sposób przygotowania herbaty: 1 łyżeczkę/filiżankę zalewa się wodą o temperaturze około 65-80 stopni Celsiusza,herbata jest gotowa do spożycia po około 3 minutach parzenia. Liście można zalewać wodą wiele razy.